# Kaplice-nádraží
Kaplice-nádraží je osada postavená u železniční stanice Kaplice na trati České Budějovice – Summerau. Železniční stanice Kaplice leží asi 4,5 km severoseverozápadně od centra města Kaplice. Ves Kaplice-nádraží je částí obce Střítež, jejíž obecní úřad zde sídlí. Žije zde 187 obyvatel. Obcí prochází hlavní mezinárodní tah E55. 
Tato část obce je charakteristická svým netypickým názvem. Za samotné pojmenování sídla je spojovníkem připojeno obecné jméno popisující jeho charakter. Podobně tvořený název mají dále tyto obce či jejich části: Brno-město, Lipová-lázně, Mšené-lázně, Pačejov-nádraží a Ústí nad Labem-centrum.

## Historie
Severně od města Kaplice bylo po roce 1871 zřízena železniční stanice pojmenovaná „Kaplice“. Kolem ní vznikla vesnice, která dostala název „Kaplice-nádraží“.
Po roce 1920 byla v prvním patře hospody zřízena pošta, u nádraží postavilo hospodářské družstvo mlýn, pekárnu, mlékárnu a konzum. Rovněž zde byly vybudovány sklady dřevařských a stavebních materiálů a několik rodinných domů.
V roce 1930 osada Železniční stanice Kaplice patřila pod obec Pořešín a žilo zde 22 obyvatel. V letech 1938 až 1945 byla osada v důsledku uzavření Mnichovské dohody přičleněna k nacistickému Německu.
V sedmdesátých letech 20. století u nádraží vyrostly budovy velkých stavebních firem a velkosklady zemědělských produktů.

## Zajímavosti
- Na pravé straně nádraží, směrem k Rozpoutí, bývala šachta, ve které se kopalo stříbro a olovo. Důl byl otevřen kolem roku 1480, pak zřejmě kvůli nevýnosnosti zanikl. Byl obnoven v roce 1825, ale v roce 1833 se v něm přestalo pracovat definitivně.
- Na území části obce Střítež, zvaném „Kaplice-nádraží“ je kulturní památka „Železniční trať koněspřežní dráha – náspy s propustky a mostky“,[4] národní kulturní památka „Koněspřežní železnice České Budějovice – Linec (česká část)“[5] a „Ochranné pásmo národní kulturní památky - českého úseku bývalé koněspřežní železnice z Českých Budějovic do Lince“.[6]
- V roce 2021 se objevila zpráva, že společnosti Egal a Giomir plánují na okraji sídla vybudovat parkoviště a truck centrum pro padesát až šedesát kamionů, které by sem mohly zajíždět z plánované dálnice D3, která je navržena při západním okraji obce.[7]